# ماريو ليمينا
ماريو ليمينا (بالفرنسية: Mario Lemina)‏ هو لاعب كرة قدم غابوني في خط الوسط، يلعب في صفوف نادي وولفرهامبتون واندررز الإنجليزي ومنتخب الغابون لكرة القدم.

## مسيرته مع الأندية

### لوريان
بدأ مسيرته الكروية في فرنسا، مع نادي لوريان الذي انضم إليه في جيل 11، وارتقى للعب مع الفريق الأول في موسم 2012\13 والذي كان موسمه الوحيد مع الفريق.

### مارسيليا
في الموسم التالي، إنضم إلى نادي مارسيليا مقابل 4 ملايين دولار. رغم أنه لم يكتسب دقائق لعب كفاية في موسمه الأول 2013\14، حيث شارك في 8 مباريات فقط كأساسي، إلا أن المدرب مارسيلو بيلسا بدأ يعتمد عليه أكثر خلال موسم 2014\15 الذي تألق فيه، وساعد الفريق بإنهاء الموسم في المركز الرابع، مسجلاً 23 مشاركة خلاله.

### يوفنتوس
في 31 أغسطس 2015، إنضم إلى يوفنتوس على سبيل الإعارة لمدة موسم واحد مقابل 1.7 مليون دولار، مع إمكانية التعاقد النهائي معه في نهاية الموسم مقابل 10 ملايين دولار تدفع لنادي مارسيليا.

## مسيرته مع المنتخب
أستدعي ليمينا من قبل المنتخب الغابوني للمشاركة في كأس الأمم الأفريقية لكرة القدم 2015، ولكنه رفض الإستدعاء
في 9 أكتوبر 2015، سجل هدفاً في المباراة الأولى له مع المنتخب الغابوني ضد المنتخب التونسي، والتي انتهت بالتعادل 3-3.

## روابط خارجية
- ماريو ليمينا على موقع الاتحاد الدولي (مؤرشف)  (الإنجليزية)
- ماريو ليمينا على موقع الاتحاد الأوربي (الإنجليزية)
- ماريو ليمينا على موقع اتحاد تركيا (لاعب) (الإنجليزية)
- ماريو ليمينا على موقع قاعدة بيانات كرة القدم.إي يو (الإنجليزية)
- ماريو ليمينا على موقع ليكيب (الفرنسية)
- ماريو ليمينا على موقع ناشيونال فوتبول تيمز (الإنجليزية)
- ماريو ليمينا على موقع Soccerbase.com (لاعب) (الإنجليزية)
- ماريو ليمينا على موقع Soccerway.com (الإنجليزية)
- ماريو ليمينا على موقع عالم كرة القدم.نت (الإنجليزية)
- ماريو ليمينا على موقع AS.com (الإسبانية)